# Biblia bukaresztańska
Biblia bukaresztańska (rum. Biblia de la București) także Biblia Șerbana Cantacuzino – wydany cyrylicą pierwszy pełny przekład Pisma Świętego na język rumuński. Został wydrukowany w roku 1668 w Bukareszcie. Pomnik literatury języka starorumuńskiego.

## Historia
Tłumaczenie Pisma Świętego rozpoczęto około roku 1682. Pracował nad nim zespół tłumaczy wśród których byli Ghermano Nisis oraz bracia Radu i Șerban Greaceanu. Wśród wykorzystanych źródeł była Septuaginta (Frankfurt 1597 i Wenecja 1687), Poliglota londyńska (Londyn 1653–1657), Stary Testament Nicolae Milescu-Dosofteja (1662–1668) i Nowy Testament (Noul Testament de Bălgrad) Simiona Ștefana (Bălgrad 1648). Następnie został porównany z przekładami łacińskimi i słowiańskimi.
Biblia powstała na zamówienie hospodara Wołoszczyzny Șerbana Cantacuzino (stąd jej druga nazwa). Przekład został wydany rumuńską cyrylicą w roku 1668 w bukaresztańskiej drukarni pod nadzorem Mitrofana III, biskupa Huși w latach 1683–1686.
W tym czasie język rumuński był marginalizowany i nie był używany w Cerkwi rumuńskiej podległej Patriarchatowi Konstantynopolitańskiemu. W roku 1698 Dosyteusz II nowo wyświęconemu arcybiskupowi Siedmiogrodu Atanasie Anghel wydał nakaz aby „czytać na głos w Kościele po grecku lub cerkiewnosłowiańskim, ponieważ rumuński jest słabo rozwinięty i zbyt ograniczony”.
Biblia bukaresztańska była pierwszym tłumaczeniem Pisma Świętego na język rumuński. Jest jego pomnikiem literatury. Odegrała znaczącą rolę w rozwoju literackiego języka rumuńskiego.